# Gobierno Regional de Tumbes
El Gobierno Regional de Tumbes es el órgano con personalidad jurídica de derecho público y patrimonio propio, que tiene a su cargo la administración superior del departamento de Tumbes, Perú, y cuyo finalidad es el desarrollo social, cultural y económico. Tiene su sede en la capital regional, la ciudad de Tumbes.
Está constituido por el Gobernador Regional y el consejo regional.

## Gobernador regional
El órgano ejecutivo está conformado por:
- Gobernador Regional: Wilmer Dios Benites
- Vicegobernador Regional: Dante Anselmo Ramírez Zárate

## Gerencia regional
Desde el 1 de enero de 2019 el órgano administrativo está conformado por:
- Gerencia General Regional: Juan Mauro Barranzuela Quiroga
- Gerencia Regional de Planeamiento, Presupuesto y Acondicionamiento Territorial: Antonio Serafín Puell Seminario
- Gerencia Regional de Infraestructura: Glenda Zapata Caycho
- Gerencia Regional de Desarrollo Económico: Ricardo Manuel Olavarría Saavedra
- Gerencia Regional de Desarrollo Social: Dam Wilfredo Chinga Zeta
- Gerencia Regional de Recursos Naturales y Gestión del Medio Ambiente: Luis Alberto Bardales Pérez

## Consejo regional
El consejo regional es un órgano de carácter normativo, resolutivo y fiscalizador, dentro del ámbito propio de competencia del Gobierno Regional, encargado de hacer efectiva la participación de la ciudadanía regional y ejercer las atribuciones que la Ley Orgánica de Gobiernos Regionales del Perú respectiva le encomienda.
Está integrado por 7 consejeros elegidos por sufragio universal en votación directa, de cada una de las 3 provincias del departamento. Su periodo es de 4 años en sus cargos.

### Listado de consejeros regionales[2]
| 1 |                                         | Contralmirante Villar | Movimiento Independiente Regional FAENA | Fredy Adalberto Boulangger Cornejo |
| 2 |                                         | Tumbes                | Movimiento Independiente Regional FAENA | George Govver Díaz Cruz            |
| 2 | Johnson Alexis Santa María Pupuche      | Tumbes                | Movimiento Independiente Regional FAENA |                                    |
| 2 | Movimiento de Inclusión Regional        | Tumbes                | Antonio Manuel Espinoza Soriano         |                                    |
| 2 | Democracia Directa                      | Tumbes                | Ruddy Fiestas Girón                     |                                    |
| 3 |                                         | Zarumilla             | Democracia Directa                      | José Albino Ortiz Zárate           |
| 3 | Movimiento Independiente Regional FAENA | Zarumilla             | Daniel Edgar Sanjinez Alarcón           |                                    |